# Millennium Fever
Millennium Fever è il primo album del gruppo elettronico Apollo 440, pubblicato nel 1995 per l'etichetta Stealth Sonic Recordings Sony Music.

## Copertina
La copertina dell'album riporta una scultura dell'artista britannico Marc Quinn chiamata Self.

## Tracce
- "Rumble/Spirit of America" – 9:07
- "Liquid Cool" – 12:02
- "Film Me & Finish Me Off" – 4:45
- "I Need Something Stronger" – 7:34
- "Pain is a Close Up" – 9:58
- "Omega Point" – 7:35
- "(Don't Fear) The Reaper" – 5:27
- "Astral America" – 4:33
- "Millennium Fever" – 5:47
- "Stealth Requiem" – 5:35